# MMP23B
MMP23B (англ. Matrix metallopeptidase 23B) – білок, який кодується однойменним геном, розташованим у людей на короткому плечі 1-ї хромосоми.  Довжина поліпептидного ланцюга білка становить 390 амінокислот, а молекулярна маса — 43 935.
| 10         |  | 20         |  | 30         |  | 40         |  | 50         |
| ---------- |  | ---------- |  | ---------- |  | ---------- |  | ---------- |
| MGRGARVPSE |  | APGAGVERRW |  | LGAALVALCL |  | LPALVLLARL |  | GAPAVPAWSA |
| AQGDVAALGL |  | SAVPPTRVPG |  | PLAPRRRRYT |  | LTPARLRWDH |  | FNLTYRILSF |
| PRNLLSPRET |  | RRALAAAFRM |  | WSDVSPFSFR |  | EVAPEQPSDL |  | RIGFYPINHT |
| DCLVSALHHC |  | FDGPTGELAH |  | AFFPPHGGIH |  | FDDSEYWVLG |  | PTRYSWKKGV |
| WLTDLVHVAA |  | HEIGHALGLM |  | HSQHGRALMH |  | LNATLRGWKA |  | LSQDELWGLH |
| RLYGCLDRLF |  | VCASWARRGF |  | CDARRRLMKR |  | LCPSSCDFCY |  | EFPFPTVATT |
| PPPPRTKTRL |  | VPEGRNVTFR |  | CGQKILHKKG |  | KVYWYKDQEP |  | LEFSYPGYLA |
| LGEAHLSIIA |  | NAVNEGTYTC |  | VVRRQQRVLT |  | TYSWRVRVRG |  |            |

A: Аланін

C: Цистеїн

D: Аспарагінова кислота

E: Глутамінова кислота

F: Фенілаланін

G: Гліцин

H: Гістидин

I: Ізолейцин

K: Лізин

L: Лейцин

M: Метіонін

N: Аспарагін

P: Пролін

Q: Глутамін

R: Аргінін

S: Серин

T: Треонін

V: Валін

W: Триптофан

Кодований геном білок за функціями належить до гідролаз, протеаз, металопротеаз. 
Задіяний у такому біологічному процесі як поліморфізм. 
Білок має сайт для зв'язування з іонами металів, іоном цинку. 
Локалізований у мембрані, ендоплазматичному ретикулумі.